# 里基夫 (科澤列齊區)
50°51′34″N 31°8′13″E / 50.85944°N 31.13694°E
里基夫（烏克蘭語：Риків），是烏克蘭北部的村莊，隸屬切爾尼希夫州的切爾尼希夫區。該村始建於1600年，面積0.63平方公里，海拔高度112米，2001年人口164，人口密度每平方公里259.1人。